# باشگاه فوتبال بارسلونا (جوانان)
باشگاه فوتبال بارسلونا (انگلیسی: FC Barcelona) یک باشگاه فوتبال مستقر در بارسلون، اسپانیا است که در حال حاضر در دیویسیون افتخار نوجوانان فوتبال اسپانیا، بالاترین رده لیگ فوتبال جوانان در این کشور، به رقابت می‌پردازد.